# Wiga (Fluss)
Die Wiga (russisch Ви́га) ist ein rechter Nebenfluss der Unscha in der russischen Oblast Kostroma.
Die Wiga entspringt auf den Galitscher Höhen im Rajon Tschuchloma. 
Sie fließt anfangs in nördlicher Richtung und passiert den Ort Sudai. Später wendet sie sich nach Nordosten und mündet schließlich in den Oberlauf der Unscha, ein linker Nebenfluss der Wolga.
Bei Flusskilometer 35 mündet die Ida, bedeutendster Nebenfluss der Wiga, linksseitig in den Fluss. 
Die Wiga hat eine Länge von 175 km. Sie entwässert ein Areal von 3360 km². 
Sie wird hauptsächlich von der Schneeschmelze als auch von Niederschlägen gespeist. 
Zwischen November und Anfang April ist der Fluss eisbedeckt.
Zumindest in der Vergangenheit wurde auf der Wiga Flößerei betrieben.